# Красочуб еквадорський
Красочуб еквадорський (Cephalopterus penduliger) — птах, що належить до родини котингових. Цей вид можна виявити у відносно вузькій смузі уздовж тихоокеанських склонів Чоко західной Колумбії и Еквадору. Еквадорський красочуб живе в кронах високих дерев у вологих і сирих лісах на висоті 80-1800 метрів над рівнем моря. Він дуже чутливий до руйнування довкілля, а великі розміри роблять його легкою здобиччю для мисливців. Крім того, всього кілька популяцій живуть у природоохоронних територіях, тому птах у даний момент вважається уразливим.

## Опис

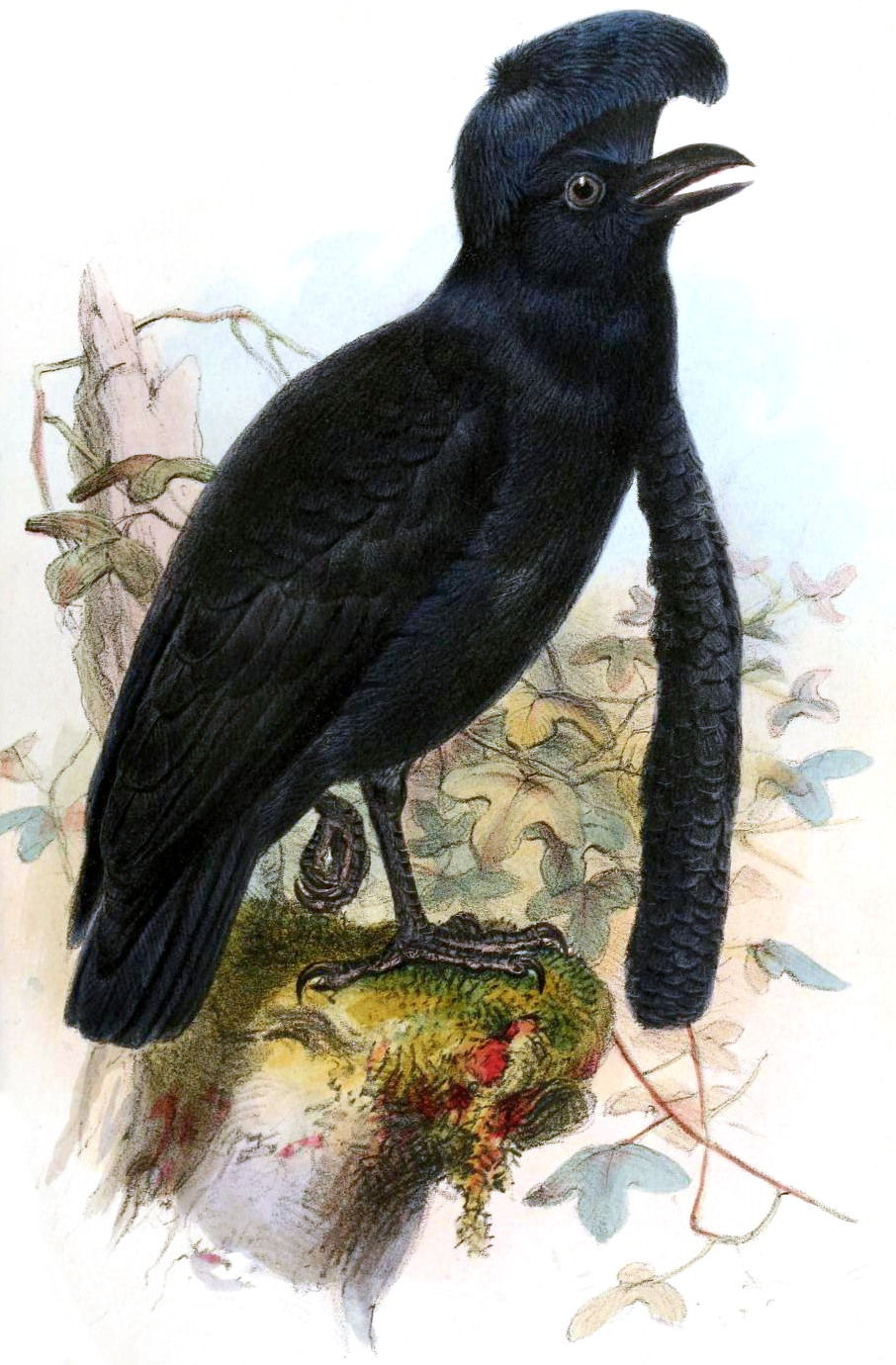
Ілюстрація

Еквадорський красочуб — великий чорний птах, самці досягають 51 см в довжину. Розміри самок становлять лише близько половини довжини самців. У самців на голові проявляється нависаючий гребінь, що тягнеться близько дзьоба і складається з пір'я.
Біномінальну назву птаху було дано через довгу, роздуту сережку, звисаючою з центру грудної клітини самця, яка досягає 35 см в довжину і покрита короткими, лускатими пір'ями. Вона може роздуватися під час процесу залицяння. У самки, навпаки, сережки і гребінь зменшуються.
Ці птахи зазвичай тихі, однак під час розмноження самці видають гучний крик. Гнізда цього птаха вперше, на думку вчених, були виявлені в 2003 році. Будівництво гнізда і висиджування пташенят повністю знаходяться в розпорядженні самки. Раціон птиці складається з комах, ящірок і фруктів, таких як кокоси.